# Дипломатична ізоляція Радянського уряду (1917-1924)
Дипломатична ізоляція Радянського уряду (1917-1933) — процес міжнародної ізоляції більшовиків після захоплення російської СДРП(б) влади на пост-імперському просторі у жовтні 1917 року. Протягом року практично всі країни, які раніше підтримували дипломатичні відносини з Російською імперією, розривають їх, відмовляючись визнавати Раду народних комісарів російської ФРР законним урядом. Процес повної ізоляції завершується приблизно 1924 року з початком визнання СРСР більшістю іноземних держав. Дипломатичні відносини із США було відновлено у 1933 році.

## Історія ізоляції
Авторитетна в Британії газета «Таймс» зустріла Жовтневий переворот 1917 року в Петрограді заголовком «Революція зроблена в Німеччині». Зважаючи на все, держави Антанти керувалися прагматичними інтересами; показовою є заява французького посла в Петрограді Моріса Палеолога, зроблена ним під час Лютневої революції 1917 

Біля Літнього саду я повністю оточений натовпом, яка затримує на ходу автомобіль із заброньованими кулеметами і хоче мене посадити та відвезти до Таврійського палацу. Студент-здоровило, розмахуючи червоним прапором, кричить мені в обличчя хорошою французькою мовою:
«Йдіть вітати російську Революцію. Червоний прапор відтепер — прапор Росії; вшануйте його від імені Франції». Він перекладає ці слова російською. Вони викликають шалене «ура».
Я відповідаю: «Я не можу краще вшанувати російську свободу, як запропонувавши вам крикнути разом зі мною: „Хай живе війна“!» Він, звичайно, остерігається перекласти мої слова"
Моріс Палеолог. Царська Росія перед революцією.
Захоплення влади російськими більшовиками супроводжувався загальними міжнародним бойкотом. Держави Антанти відмовилися визнавати нову владу, ряд нейтральних держав разом із Антантою розірвали з радянською Росією будь-які дипломатичні відносини. Так, відносини розірвали Аргентина, Бразилія, Великобританія, Греція, Данія, Іспанія, Куба, Норвегія, Парагвай, Румунія, США, Таїланд, Швейцарія, Ефіопія. Процес міжнародної блокади триває до грудня 1918 з розривом дипломатичних відносин з Норвегією і Данією; за кордоном залишилися лише радянський посол у Німеччині, та представник у США.
Нарком іноземних справ Лев Троцький намагається, згідно з дипломатичним протоколом, повідомити послів іноземних держав про вступ на посаду. Він намагається особисто відвідати британського посла Б'юкенена, але посол його не допускає «не проникнув далі передньої», після чого посол «незаслужено» отримує від невідомих букет квітів із написом «Браво! Дякуємо Вам!»
21 листопада Троцький розсилає послам союзних держав ноту про припинення війни, яку вони ігнорують. Антанта відмовляється визнавати Раднарком законним урядом через порушення Росією союзницьких зобов'язань, закріплених угодою від 5 вересня 1914 року. Також Троцький повідомляє про намір нової влади опублікувати всі таємні договори царського уряду. 27 листопада Троцький розсилає послам союзних держав ноту, в якій заявляє, що йдеться не про сепаратний, а про загальну мирову угоду.

### Великобританія
У грудні 1917 року спалахує конфлікт більшовиків із Великобританією: Ленін випускає звернення до населення Британської Індії із закликом «скинути ярмо чужоземних експлуататорів». Оскільки Великобританія відмовилася визнавати більшовиків, діяльність їх дипломатичних кур'єрів була паралізована через те, що Британія відмовилася видавати їм візи. У відповідь нарком іноземних справ Троцький пригрозив послу Б'юкенену за принципом око за око, зуб за зуб заборонити британським кур'єрам і самому послу в'їзд та виїзд із Росії, після чого візи таки були отримані. Такий шантаж згодом використовувався радянським урядом щодо інших іноземних держав, у тому числі після відставки Троцького з посади наркома іноземних справ в березні 1918 року.
З січня по вересень 1918 року у Лондоні перебуває радянський представник, майбутній нарком іноземних справ Максим Литвинов, з яким неофіційно встановлюється контакти, причому паралельно продовжує існувати посольство царської Російської імперії на чолі з Набоковим К. Д.
Після укладання Берестейського миру (3 березня 1918) між Центральними державами та Російською ФРР ставлення британців до Литвинова різко псується. У вересні 1918 року він був заарештований у відповідь на арешт радянською владою британського представника в Москві Локкарта, звинуваченого в антибільшовицькій змові. У ході проведених ВЧК арештів британських дипломатів британський військово-морський аташе Френсіс Кромі чинить чекістам озброєний опір і був ними убитий, а найактивніший агент Сідней Рейлі втікає з Росії, невдало спробувавши завербувати Бонч-Бруєвича М. Д. і Берзіна Е. П. У листопаді 1918 року сторони проводять обмін Литвинова на Локкарта (докладніше див. Справа Локкарта).

### Франція
У січні 1918 року Лев Каменєв (Розенфельд) попрямував до Франції як посол. По дорозі потяг із Каменєвим був обстріляний на фінській території, а в норвезькому порту Берген його спробували заарештувати британці. Після того, як Франція відмовилася визнавати його повноваження, Каменєв був змушений повернутися назад через Аландські острови, що належали Фінляндії, де був заарештований «білофінами». Каменева обміняли 3 серпня 1918 року на заарештованих у Петрограді фінів.

### Фінляндія
Після кількох місяців перебування у кількох різних в'язницях Лева Каменєва відпущено в Радянську Росію на початку серпня 1918 року. Каменєва обміняли на тридцять фінів, заарештованих наприкінці травня 1918 більшовиками.

### Німеччина
Єдиною іноземною державою, яка визнала владу більшовиків, стала Німеччина (3 березня 1918). З 19 квітня 1918 року повноважним представником Радянської Росії у Німеччині став Адольф Абрамович Іоффе, колишній «міжрайонець», що був після Лютневої революції звільнений із заслання і влітку 1917 року приєднався до більшовиків. Практично негайно після прибуття до Берліна Іоффе розгорнув пропагандистсько-шпигунську мережу, що діяла, головним чином у Німеччині.
Діяльність Іоффе не обмежувалася лише Німеччиною. За підрахунками німецьких спецслужб, він працював з допомогою від 100 до 200 дипломатичних кур'єрів з Австрією, Швейцарією, Нідерландами та скандинавськими країнами. За висловом Річарда Пайпса, Йоффе «вів революційну роботу з разючим нахабством» і прямо постачав зброю та гроші в осередки невдоволення перед початком Листопадової революції 1918 в Німеччині. У листопаді 1918 року його було затримано німецькою владою на берлінському вокзалі з революційними зверненнями «до німецького пролетаріату». Внаслідок провокації німецьких спецслужб на вокзалі «випадково» впала і розбилась скринька з дипломатичною радянською поштою, з якої випали прокламації. 5-6 листопада 1918 року він був депортований з Німеччини разом з усім повноважним представництвом; таким чином, дипломатичні відносини було розірвано.
9 листопада 1918 у Німеччині розпочалася Листопадова революція, а 13 листопада 1918 радянський уряд анулював Берестейський мир (3 березня 1918).
Однак надії комуністів на встановлення в Німеччині комуністичної влади виявились перебільшеними. Німецькі ліві радикали не змогли залучити народ популістськими гаслами за більшовицьким зразком: гасло «негайного миру» не мало сенсу в умовах, коли Німеччина і так капітулювала, а земельне питання в Німеччині стояло не так гостро, як у Російській імперії. Процес розвалу армії в Німеччині також зайшов не так далеко: у Німеччині теж почалося утворення солдатських комітетів на російський зразок, проте офіцери змогли втримати у них суттєвий вплив. Крім того, розпочалося утворення впливових напіввійськових правих організацій, фрайкорів.
Союзна Німеччині Австро-Угорщина схилялася до визнання більшовицької влади в Радянській Росії, проте дипломатичні відносини в результаті так встановлені не були.

### Болгарія
Поряд з Німеччиною Болгарія стала єдиною державою з боку блоку центральних держав, яка направила до Російської ФСР свою місію, а її глава Стефан Чпрашиков встиг вручити вірчі грамоти Свердлову.

### Сполучені Штати Америки
Сполучені Штати Америки розірвали дипломатичні відносини з Російською імперією відразу після озброєного Жовтневий перевороту 1917 року в Петрограді. Державний департамент США направляє до посольства США в Росії інструкцію «утриматися від будь-яких прямих контактів із більшовицьким урядом». 27 лютого 1918 американське посольство виїжджає із Петрограда до Вологди, 25 липня — виїжджає в Архангельськ і залишає територію пост-російської імперії 14 вересня 1919.
Аж до 30 червня 1922 року США продовжували вважати російським послом призначеного Тимчасовим урядом Бахметьєва Б. А. Призначеному Раднаркомом в середині 1918 року на посаду посла Литвинову М. М. було відмовлено в акредитації, у березні 1919 року США проігнорували вірчі грамоти представника Радянської Росії Мартенса Ф. Ф., запропонувавши йому покинути США.
У листопаді 1922 року Державний департамент США повідомив російські консульства в Бостоні, Чикаго та Сіетлі про анулювання їх повноважень. Дипломатичні відносини було відновлено лише 16 листопада 1933 року після тривалих переговорів.

### Скандинавські країни
У 1919 році зі Скандинавії висланий радянський повпред Воровський В. В.

### Швейцарія
Частково прорвати дипломатичну ізоляцію вдалося у травні 1919 року із встановленням дипломатичних відносин зі Швейцарією, проте вже за кілька місяців їх знову було розірвано.